# Manuel Passos
Pour les articles homonymes, voir Passos.
Manuel Passos Fernandes est un footballeur portugais né le 26 mars 1922 à Machico et mort le 10 janvier 1980. Il évoluait au poste de défenseur.

## Biographie

### En club
Manuel Passos joue dans le club du Sporting Portugal durant toute sa carrière, il y remporte cinq titres de champion du Portugal. Il dispute un total de 197 matchs avec le club.

### En équipe nationale
International portugais, il reçoit 17 sélections en équipe du Portugal entre 1952 et 1957, sans inscrire de but,.
Il joue son premier match en équipe nationale le 23 novembre 1952 en amical contre l'Autriche (match nul 1-1 à Porto).
Il est capitaine de la sélection à 15 reprises.
Son dernier match a lieu le 24 mars 1957 en amical contre la France (défaite 0-1 à Oeiras).

## Palmarès
Avec le Sporting Portugal :
- Champion du Portugal en 1949, 1951, 1952, 1953 et 1954
- Vainqueur de la Coupe du Portugal en 1954